# Cascada Gavarnie
Cascada Gavarnie (în franceză Grande Cascade de Gavarnie) este o cascadă situată în satul Gavarnie din departamentul Hautes-Pyrénées al Franței.

## Legături externe
- Materiale media legate de Cascada Gavarnie la Wikimedia Commons
- Cascada Gavarnie pe Hărți Google

 Acest articol despre o cascadă din Franța sau mai multe cascade din Franța este deocamdată un ciot. Puteți ajuta Wikipedia prin dezvoltarea sa !